# Іл-28

Схематичне креслення Іл-28

Іл-28 (за кодифікуванням НАТО — Beagle) — перший радянський реактивний фронтовий бомбардувальник. У середині 1950-х років був основною ударною силою фронтової авіації СРСР і країн Варшавського договору. Відрізнявся надійністю і простотою в експлуатації. Літаки цього типу брали участь у багатьох локальних конфліктах.

## Історія розробки і виробництва
Розробка Іл-28, спроектованого в ініціативному порядку, відбувалася в умовах жорсткої конкуренції з ОКБ Туполєва.
Постанова Уряду СРСР про створення фронтового бомбардувальника з турбореактивними двигунами в ОКБ-240 вийшла у червні 1948 року. Перший політ машини з роллс-ройсівськими двигунами RB.41 Nene відбувся 8 липня 1948 року. Державні випробування розпочалися в лютому 1949 року, вже з радянськими двигунами ВК-1 (РД-45Ф). Під час випробувань в НДІ ВПС виконано 84 польоти загальною тривалістю 75 годин. За результатами випробувань було виявлено 80 конструктивних дефектів, на усунення яких знадобилось близько чотирьох місяців.
Разом з Іл-28 у випробуваннях брали участь тридвигунові Ту-73 і Ту-78, які оснащувалися потужним озброєнням самооборони аналогічно їх поршневому попереднику Ту-2. Порівняно з Іл-28 у цих бомбардувальників був більший екіпаж, маса і габарити при аналогічному бойовому навантаженні. Згодом конструкторським бюро Туполєва був представлений Ту-14, дводвигуновий бомбардувальник з екіпажем з 3 осіб та однією кормовою гарматною установкою. Ту-14 мав дещо більшу дальність польоту ніж Іл-28, але був значно складніший у виробництві та експлуатації.
В середині травня 1949 року питання прийняття на озброєння першого реактивного фронтового бомбардувальника обговорювався на спеціальному засіданні у Сталіна, який після детального розгляду наданих даних, вислухав точки зору військових і погодився прийняти на озброєння Іл-28. Одночасно було прийнято рішення про збільшення швидкості польоту Іл-28 до 900 км/год за рахунок встановлення більш потужних двигунів ВК-1 зі злітною тягою по 2700 кгс. 8 серпня 1949 року доопрацьований літак з новими двигунами ВК-1 знову вийшов на випробування, за результатами яких було рекомендовано прийняти машину на озброєння і почати її серійне будівництво. Військові випробування проводилися на перших побудованих машинах в Московському військовому окрузі.
На військовому параді до дня Перемоги 9 травня 1950 відбувся публічний показ Іл-28 — проліт полку літаків над Красною площею у Москві. Виробництво було організоване на заводах № 30 у Москві, № 166 в Омську і № 64 у Воронежі. Додатково виробництво літаків було розгорнуто ще на двох авіазаводах — № 1 і № 18 (Куйбишев).
У 1950 році був побудований перший екземпляр навчального літака Іл-28У. У 1951 році вийшов на випробування торпедоносець Іл-28Т. У 1954 році поступив на озброєння розвідник Іл-28Р. Всього було випущено близько 6300 одиниць літака в різних модифікаціях.
За створення Іл-28 С. В. Іллюшину і групі конструкторів ОКБ була присуджена Сталінська премія.

## Конструкція
Літак — суцільнометалевий вільнонесний моноплан. У конструкції широко застосовувався алюмінієвий сплав (дюраль) Д16Т. Силовий набір фюзеляжу зі шпангоутів і стрингерів. Кабіна герметизована і звукоізольована. Крило пряме, трапецієподібне, моноблокове дволонжеронне, з кутом установки 3° і поперечним V 38″. Профіль крила — СР-5С з відносною товщиною 12 %. Механізація крила — звичайні закрилки з кутом відхилення 50° при посадці і 20 — на злеті. Для управління по крену використовувалися елерони. Кіль і стабілізатор стрілоподібні, симетричного профілю NACA-00. Кут стрілоподібності по лінії кіля фокусів — 41°, стабілізатора — 30°. Керування тримером керма напрямку і елеронів електричне, тримера рулів висоти — механічна тросова проводка і шестеренні механізми.
Двигуни ВК-1 встановлені побортно у великих гондолах під крилом. Управління двигунами — з допомогою тросової проводки. Розкрутка двигунів при запуску від електростартерів. Паливна система складалася з фюзеляжних м'яких гумових баків загальною ємністю 7908 л. За відсутності жодної автоматики запуску і запалювання двигунів усі операції виконувалися вручну, кожен раз ризикуючи «спалити» двигун. Через те, що існував суттєвий розкид параметрів для кожного конкретного двигуна, часто-густо його запуск перед вильотом здійснював не льотчик, а технік, як особа, яка найкраще знає свою машину.
Шасі триопорне, з повітряно-мастильною амортизацією. Гідравлічна рідина амортизаторів — спиртогліцеринова суміш Іл-660. Передня стійка забирається назад у фюзеляж, основні стійки — вперед, у мотогондоли. Управління прибиранням-випуском шасі — від повітряної системи, пізніше замінене на гідравліку.
Гідросистема застосовувалася для приводів гальм коліс на основних стійках і приводу закрилків. Гідронасос встановлений тільки на лівому двигуні. В якості робочої рідини застосовувалося масло МВП, близько 45 літрів. У разі відмови гідросистеми від пневмосистеми можна було випустити закрилки і використовувати аварійне гальмування коліс. Також повітрям відкривалися стулки бомбового відсіку (бомболюка). Насоси повітряної системи були встановлені на обох двигунах, крім того, були аварійні балони зі стисненим повітрям.

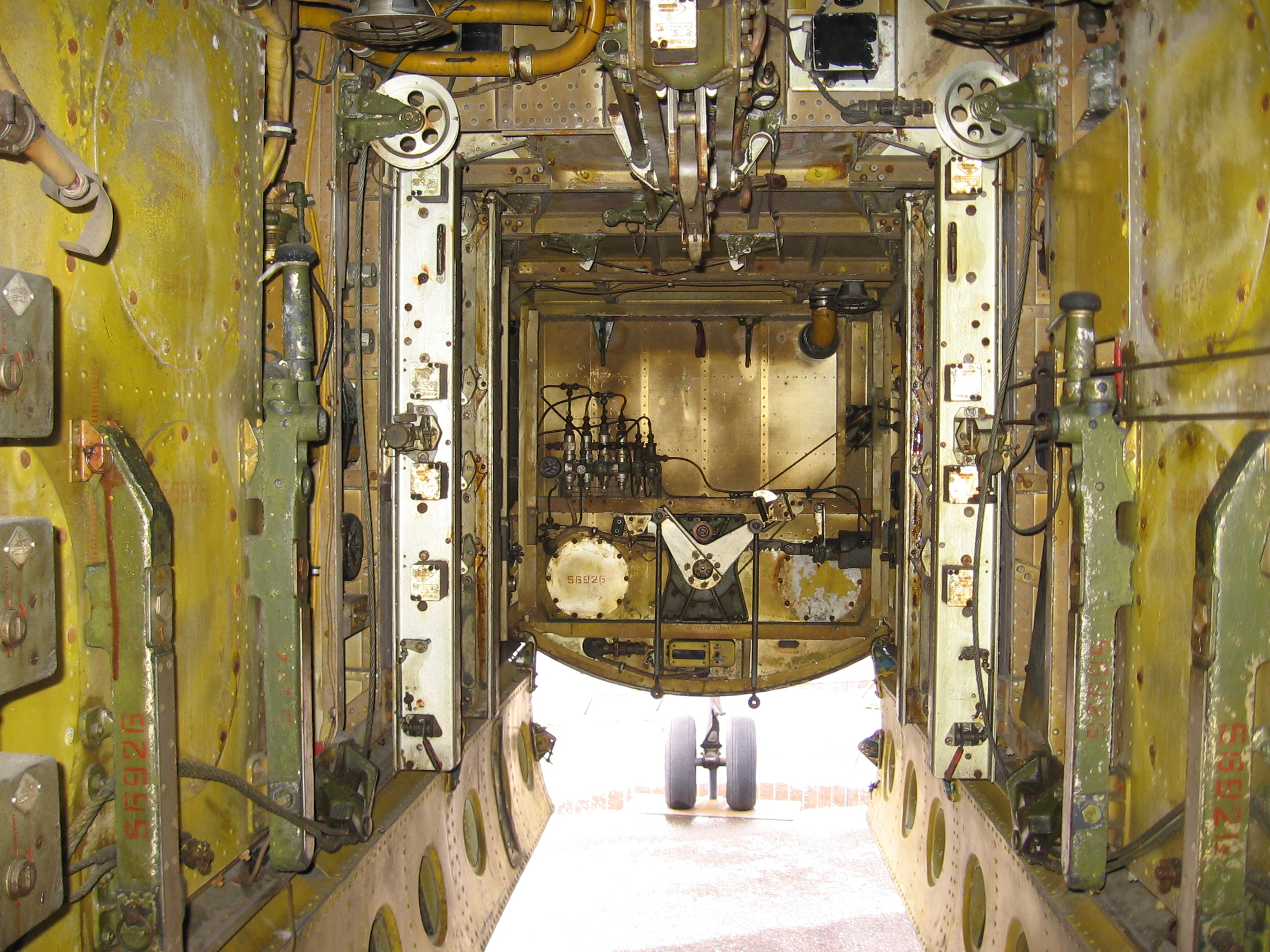
Бомбовий відсік Іл-28

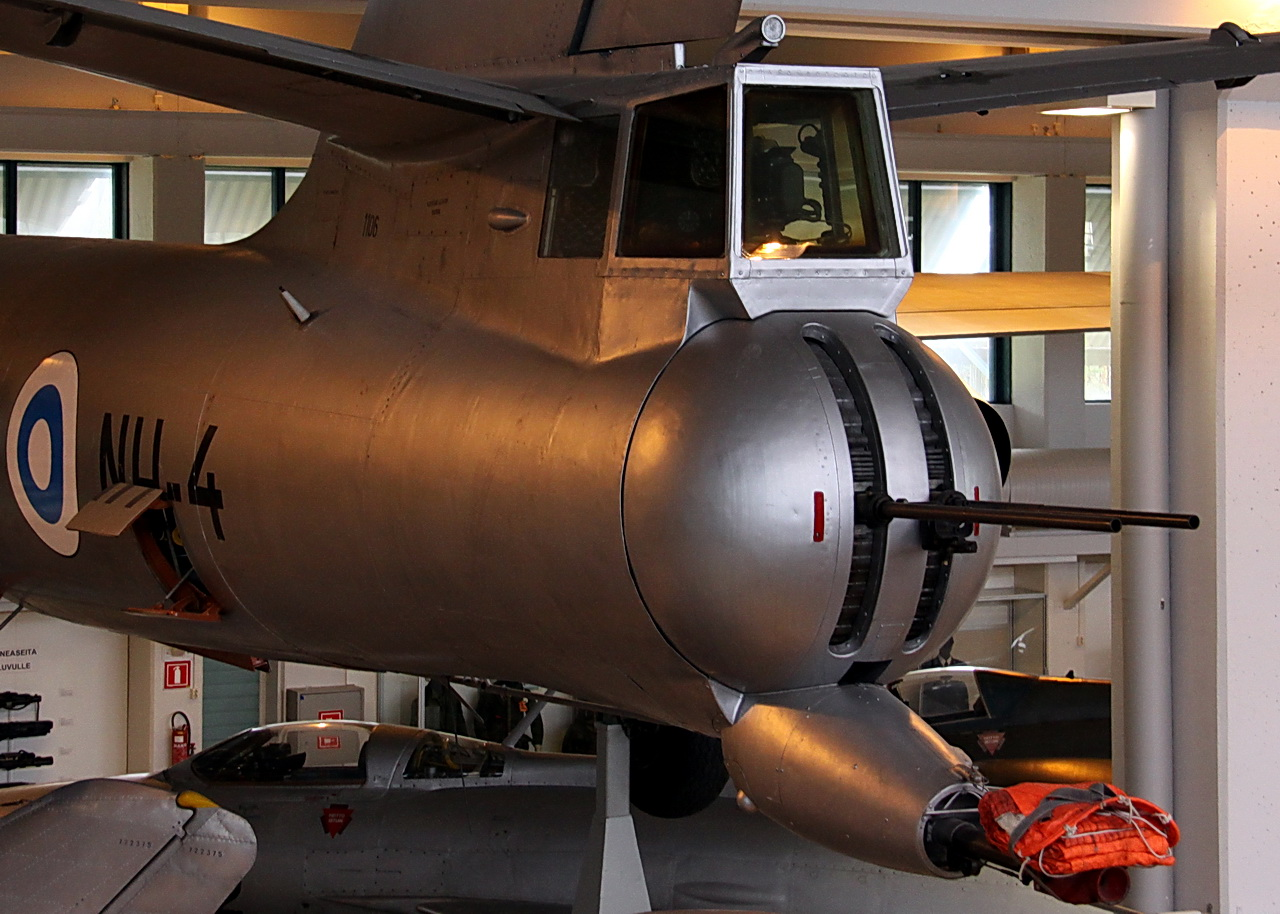
Кормова турель Іл-К8 зі спареними гарматами НР-23

Джерелами електроенергії літака слугували два стартер-генератори постійного струму ДСР-9000 і дві акумуляторні батареї 12-А-30.
Радіотехнічне обладнання літака — РЛС ПСБН-Н, радіокомпас АРК-5, радіовисотоміри РВ-2 і РВ-10, радіостанція РСІУ-3М, радіолокаційний відповідач СРО, переговорний пристрій СПУ-5. Авіоніка — гіронапівкомпас ЦПК-46, авіагоризонт АГК-47Б, гіромагнітний компас ДГМК-3, навігаційний візир АБ-52, магнітний компас КІ-11, покажчик повороту УП-2, годинники АВР-М і АЧХО, висотомір ВД-17, покажчик швидкості КУС-1200, покажчик числа «М» — МА-0,95, автопілот АП-5.
На літках-розвідниках Іл-28Р встановлювалося фотообладнання — АФА-33, АФА-75МК, АФА-БА-40 для перспективної зйомки. Нічні НАФА-31/50 і НАФА-31/25 були синхронізовані з фотографічними бомбами ФОТАБ-50-35/100-60 і освітлювальними САБ-100-55/1000-35. Інформація з екрану РЛС ПСБН фіксувалася фотоприставкою ФРЛ-1М. Пізніше РЛС ПБСН була замінена на РЛС «Курс» (Постанова Уряду від 12 грудня 1953 року). На розвідники також встановлювалися контейнер з дипольними відбивачами типу АСО-28 та апаратура РЕП «Натрій».
Ракетно-бомбове озброєння літака включало 12 стокілограмових авіабомб ФАБ-100 або вісім ФАБ-250М46 або дві ФАБ-500М46 або одну ФАБ-1500М46 (ФАБ-3000М46) у бомбовому відсіку. На торпедоносець Іл-28Т можна було підвісити одну реактивну торпеду РАТ-52 у вантажний відсік або міни — АМД-500, АМД-1000, «Ліра», «Десна» тощо. В подальшому застосовувалася зовнішня підвіска для двох торпед. Для торпедометання використовувався приціл ПТН-45, для встановлення якого було змінене скління кабіни штурмана. Артилерійське озброєння включало дві нерухомі гармати НР-23 в носовій частині фюзеляжу (на торпедоносцях і розвідниках стояла одна носова гармата) і дві гармати в кормовій дистанційній установці Іл-К6 (Іл-К8) з гідравлічним приводом. Під час стоянки за відсутності тиску в гідросистемі стволи гармат в кормовій турелі літака під дією сили тяжіння опускалися вниз.
Усі літаки фарбувалися «сріблянкою», а ті, що поставлялися на експорт — у різні види камуфляжу. Приладові дошки чорного кольору, ніші шасі і вантажний відсік фарбувалися у сірий колір або не фарбувалися взагалі (наносилася тільки ґрунтовка світло-зеленого «трав'яного» кольору).

## Модифікації

### СРСР
| Назва моделі                   | Короткі характеристики, відмінності |
| ------------------------------ | --- |
| Іл-28                          | фронтовий бомбардувальник |
| Іл-28А                         | бомбардувальник-носій тактичної ядерної бомби РДС-4 «Тетяна» потужністю 30 кт                                                                                                 |
| Іл-28ЗА                        | атмосферний зондувальник |
| Іл-28ЛЛ                        | літаюча лабораторія для доведення РЛС «Сокіл» |
| Іл-28М                         | радіокерований безпілотний літак-мішень |
| Іл-28П                         | конверсійний поштовий літак, використовувався також для перенавчання на реактивну техніку в цивільній авіації                                                                 |
| Іл-28ПЛ                        | протичовновий літак |
| Іл-28Р                         | фронтовий розвідник |
| Іл-28РТР                       | літак радіотехнічної розвідки |
| Іл-28РЕБ                       | літак радіоелектронної боротьби |
| Іл-28С                         | дослідний літак з двигунами ВК-5 і стрілоподібним крилом |
| Іл-28Т                         | торпедоносець; модифікація доведена була, на озброєння не приймалася |
| Іл-28У                         | навчально-тренувальний бомбардувальник |
| Іл-28Ш                         | дослідний штурмовик |
| Іл-28 на гусеничному шасі      | експериментальний літак для дослідження розширення експлуатаційних можливостей                                                                                                |
| Іл-28 — буксирувальник мішеней | демонтована кормова стрілецька установка, замість неї встановлена тросова лебідка з конусом-мішенню, що випускається на 2800 метрів; замість бомб скидав вільнопадаючі мішені |
| Іл-28 (БПЛА)                   | безпілотний розвідник; роботи по проекту завершені не були |

### Китай
Перші поставки радянських Іл-28 за кордон були здійснені для Китаю, куди на початку 1950-х було передано близько 500 машин. В ході експлуатації літаків в Харбіні організували їх ремонт з виготовленням не тільки запасних частин, а й кормових установок Іл-К6М. Майже через десять років на тому ж заводі розпочалося серійне виробництво бомбардувальника під позначенням Н-5 (Harbin-5). Одночасно було розгорнуте виробництво двигунів ВК-1А під позначенням liming (LM) Wopen-5D. Перший політ китайського літака відбувся 25 вересня 1966 року. За складом обладнання і озброєння це був уже інший літак, що зберіг лише зовнішній вигляд Іл-28. Серйозним змінам піддалася і конструкція планера. Відомо повідомлення про заміну на Н-5 гармат НР-23 на АМ-23 з бомбардувальника Ту-16. Повідомлялося, що до початку 1980-х було побудовано понад 1500 Н-5. Крім цього, випускалися навчальні машини HJ-5, розвідники HZ-5, носії ядерної зброї H-5A.

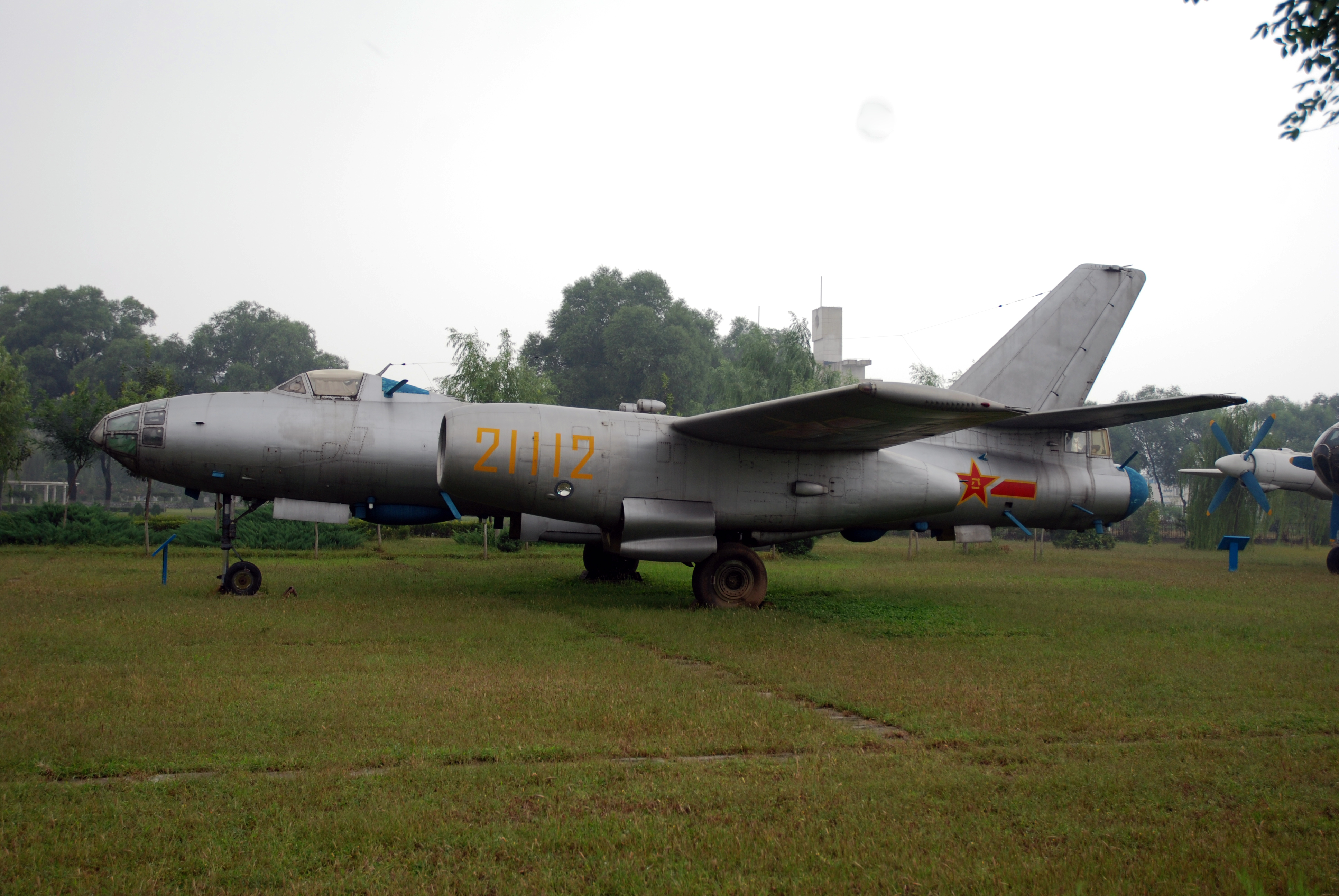
Китайський Harbin H-5

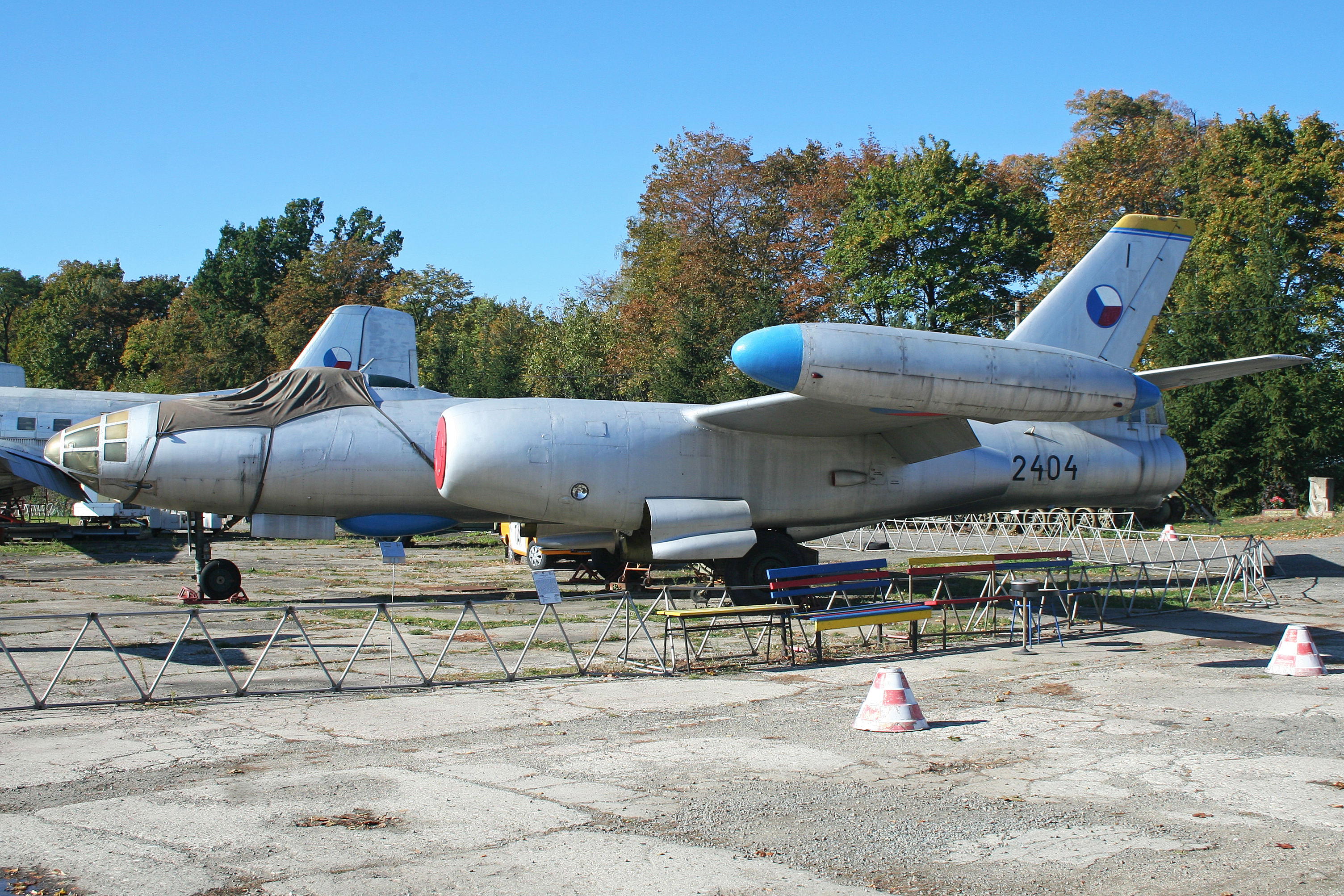
Іл-28 ВПС ЧССР (з паливними баками в топах крил)

| Назва моделі | Короткі характеристики, відмінності                          |
| ------------ | ------------------------------------------------------------ |
| H-5          | неліцензійна копія Іл-28.                                    |
| H-5A         | бомбардувальник модифікований для застосування ядерної зброї |
| HD-5         | літак радіоелектронної боротьби                              |
| HZ-5         | фронтовий розвідник                                          |
| HJ-5         | неліцензійна копія Іл-28У                                    |
| B-5          | експортний варіант H-5                                       |
| B-5R         | експортний варіант HZ-5                                      |
| BT-5         | експортний варіант HJ-5                                      |

### Чехословаччина
Основу парку Іл-28 ВПС Чехословаччини склали літаки власного виробництва, які отримали позначення В-228, що будувалися за ліцензією компанією AVIA Motors. Всього було побудовано більше двохсот літаків. Чехословаччина, як і Китай, поставляла Іл-28 в соціалістичні країни і країни, що розвиваються. 
| Назва моделі | Короткі характеристики, відмінності |
| ------------ | ----------------------------------- |
| B-228        | копія Іл-28                         |
| CB-228       | копія Іл-28У                        |

## Експлуатація

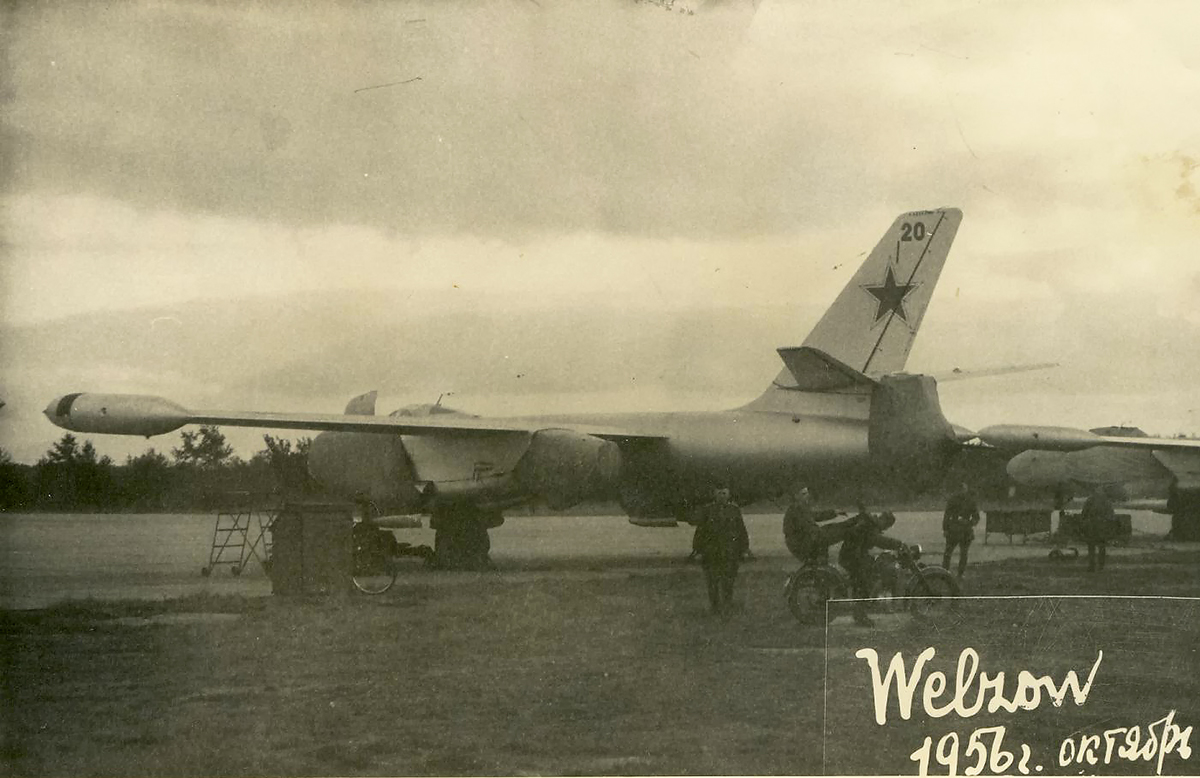
Радянський літак-розвідник Іл-28Р на аеродромі Вельцов. НДР, 1956

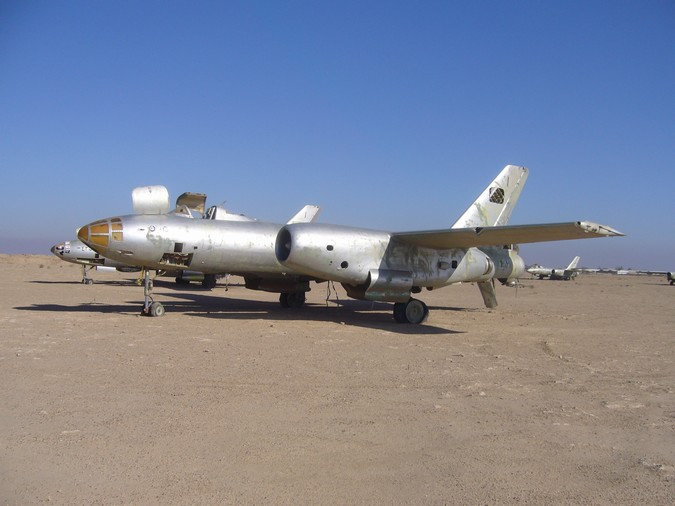
Іл-28 ВПС Іраку (експлуатувались до 2003 року)

В цілому літак виявився технічно надійним і зручним у керуванні, і при цьому досить маневреним. Крім експлуатації в ЗС СРСР, літак поставлявся в Китай, де в подальшому було освоєне виробництво китайської копії Н-5 на авіазаводі в Харбіні. Шість китайських машин купила Румунія. Чотири Іл-28У використовували в Фінляндії як буксирувальники мішеней.
У 1955 році 30 Іл-28 було передано Єгипту. Також літаки цього типу експлуатувалася в Алжирі, Болгарії, Чехословаччині, НДР, В'єтнамі, Північній Кореї, Ємені, Марокко, Кубі, Сомалі, Сирії, Нігерії, Індонезії. В Афганістані цілком успішно воювали афганські екіпажі 335-го змішаного авіаполку, і літак проявив себе досить добре в умовах гористої місцевості.
В СРСР Іл-28 досить швидко, вже до кінця 1950-х років почав зніматися з експлуатації і замінюватися на Як-28 і Ту-16. Значне число ще зовсім нових машин було екстрено списане і утилізоване — розчалені тракторами та бульдозерами прямо на стоянках, що викликало образи, нерозуміння і просто різко негативну реакцію серед особового складу авіаполків під час так званої «хрущовської відлиги». Деяка частина літаків була передана в льотні училища в якості навчальних машин, де отримала дуже схвальні відгуки. Лише дуже невелика частина парку була переобладнана в буксирувальники мішеней і прослужила до початку 1980-х років. Також частина літаків була переобладнана в радіокеровані літаючі мішені Іл-28М, які використовувалися при практичних ракетних стрільбах ППО.
Іл-28 використовувався і в цивільних цілях. Для перепідготовки пілотів цивільної авіації з поршневої на реактивну техніку (зокрема на перші турбореактивні Ту-104) деяка кількість Іл-28 була демілітаризована і пофарбована за стандартами «Аерофлоту». Ці літаки також використовували для перевезення пошти та друкарських матриць з Москви. Поштові літаки за документацією проходили як Іл-20.

## Бойове застосування
Вперше літаки-розвідники Іл-28Р в бойових умовах були застосовані у 1956 році під час придушення антикомуністичного повстання в Угорщині. Один літак був тоді збитий над островом Чепель в Будапешті.
У 1961 році бомбардувальники Іл-28, разом з балістичними ракетами Р-12, стали винуватцями «Карибської кризи». 28 вересня 1962 року розвідувальні літаки ВПС США виявили на палубі корабля, що прямував на Кубу, розібрані Іл-28. Пізніше літаки були зафіксовані аеророзвідкою на летовищах в західній і східній краях острова. Всього на аеродромах, що знаходилися в 90 милях від узбережжя Флориди, було розташовано 42 Іл-28 — разом з ракетами вони склали угруповання сил, здатних завдати ядерних ударів по території США. Втім, в операції «Анадир» їм відводилася другорядна роль. Після розв'язання кризи усі вони були під наглядом США вивезені з Куби назад в СРСР. Після тривалої морського подорожі та перебування в несприятливих кліматичних умовах усі машини піддалися корозії настільки, що були списані.

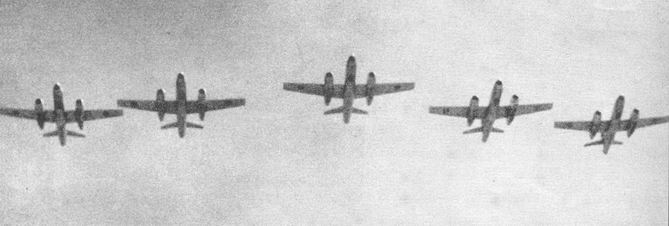
П'ятірка Іл-28 ВПС Єгипту над Каїром під час параду у вересні 1956

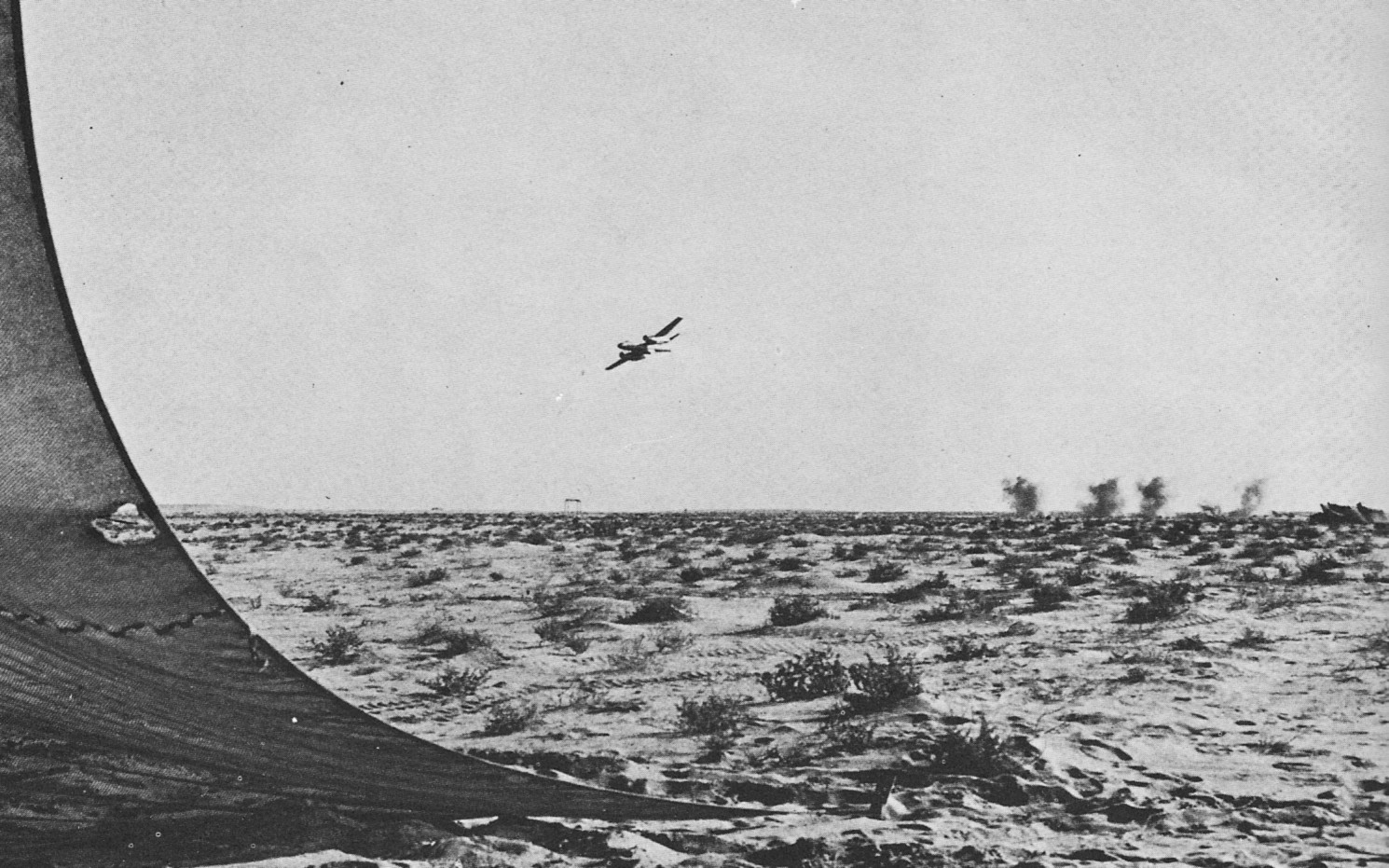
Єгипетський Іл-28 завдає удару по позиціях ізраїльської армії в Синаї, 1967

Перше відоме бойове застосування бомбардувальників Іл-28 відбулося у 1956 році в ході Суецької кризи. Єгипетські Іл-28 завдали кілька авіаударів по ізраїльських військах на Синайському півострові. Зокрема, 31 жовтня бомбові удари були нанесені Іл-28 по кібуцу Ґезер та авіабазі Лод. У відповідь військам коаліції вдалося знищити на землі 7 з 50 єгипетських Іл-28. Усі інші машини єгиптяни встигли перегнати; в Луксорі французька авіація знищила на землі ще 20 Іл-28.
ВПС Ізраїлю орієнтувалися на першочергове знищення єгипетських Іл-28 на місцях базування під час Суецької кризи, Шестиденної війни та війни Судного дня. У грудні 1958 року єгипетські Іл-28 здійснили кілька розвідувальних вильотів в райони біля ізраїльського порту Ейлат. В ході Шестиденної війни більша частина арабських Іл-28 (27 єгипетських і 2 сирійських) були знищені раптовим ударом ізраїльської авіації на аеродромах. Незважаючи на втрати на аеродромах, єгипетські Іл-28 стали злітати і завдали кілька десятків авіаударів по ізраїльським військам в Синаї, при цьому один бомбардувальник був збитий ізраїльським «Міражем».
У 1962 році єгипетські Іл-28 брали участь у Єменській громадянській війні, наносячи удари по роялістам і Саудівській Аравії. У червні 1966 року одиночний Іл-28 в супроводі кількох МіГ-17 ВПС Об'єднаної Арабської Республіки (об'єднана держава Сирійської Республіки та Республіки Єгипет, що існувала з лютого 1958 по вересень 1961) розбомбив саудівську авіабазу Хаміс-Мушайт. 17 червня 1967 року при зльоті з аеродрому Ходейда розбився єгипетський Іл-28. Власні Іл-28 Ємен отримав у листопаді 1967 року, це були два літаки, спеціально залишених єгиптянами, і кілька радянських Іл-28, доправлених через Судан на аеродром Ходейда. З них було сформовано 112-у бомбардувальну ескадрилью. Ними були знищені кілька радіовеж роялістів. На початку 1968 року Іл-28 розбомбили скупчення роялістів на горі Аабан. Бомбардування велося вночі, і спочатку Іл-28 підсвітили цілі освітлювальними авиабомбами, після чого було завдано бомбовий удар. В результаті було зірвано наступ роялістів на Сану.
Єгипетські Іл-28 активно використовувалися під час війни на Виснаження в 1969—1970-х роках. Розвідники Іл-28 використовувалися для виявлення місць розташування ізраїльських ЗРК «Хоук». Єгипетські літаки провокували ізраїльтян на запуски ракет ЗРК, після чого здійснювали маневри ухилення. В ході цих дій ізраїльтянам не вдалося збити жодного Іл-28. Як бомбардувальники єгипетські Іл-28 в ніч з 22 на 23 січня 1970 року завдали перший удар по Ель-Арішу, в результаті якого було зруйновано декілька будівель.  Втрати від дій ізраїльтян єгипетські Іл-28 понесли 25 квітня, коли пара єгипетських літаків розбомбила ізраїльський завод біля Ель-Аріша, обидва бомбардувальники були збиті винищувачами «Фантомом» і «Міражем». Також один Іл-28 був збитий «дружнім вогнем» радянських зенітників. Останній раз єгипетські Іл-28 брали участь у бою під час війни Судного дня, зокрема, вони бомбили опорний пункт «Будапешт», завдавши відчутних втрат противнику.

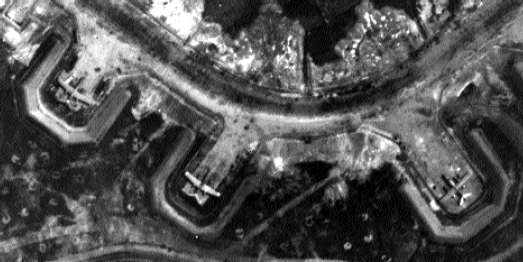
Північнов'єтнамські Іл-28 на авіабазі Гіа Лам, 1965

В травні 1966 року у В'єтнам прибула група радянських військових для підготовки в'єтнамських льотчиків пілотуванню і експлуатації Іл-28. ВПС Північного В'єтнаму під час В'єтнамської війни мали на озброєнні Іл-28, але в бойовій обстановці вони не використовувались. Проте північнов'єтнамські Іл-28, у тому числі з радянськими льотчиками, здійснювали бойові вильоти над Лаосом у 1971 році. В ході бойових дій на території Кампучії в кінці 1970-х років Китай передав полпотівцям кілька Іл-28. При захопленні авіабази Почентонг 7 січня 1979 року два Іл-28 стали трофеями в'єтнамських військ, які допомагали повстанцям.
В кінці 1960-х шість Іл-28, поставлених Нігерії Алжиром, брали участь на стороні урядових військ в громадянській війні в цій країні. Через відсутність підготовлених нігерійських екіпажів, літали на бомбардувальниках єгипетські і чехословацькі льотчики. Ними було розбомблено аеродром Улі, єдиний у Біафрі, що міг приймати важкі літаки. Жертвами килимових бомбардувань Біафри, що здійснювалися з Іл-28, стали понад дві тисячі мирних жителів.
Фахівці вважають, що найбільш повно можливості Іл-28 були продемонстровані під час війни в Афганістані: 335-го змішаний авіаполк ВПС ДРА, в якому налічувалось до 32 Іл-28 дислокувався на авіабазі в Шинданді. Іл-28 виявився найкращим фронтовим бомбардувальником для дій в гірській місцевості, моджахедам не вдалося збити жодного Іл-28. У січні 1985 року всі афганські Іл-28 були знищені на землі в результаті диверсії на аеродромі. Вночі одночасно були підірвані одинадцять Іл-28, від них пожежа перекинулася далі, і практично весь авіаційний парк Іл-28 згорів дотла.
Іл-28 активно використовувалися Китаєм для ведення розвідки та нанесення ударів по території Тайваню під час кризи у Тайванській протоці.

## Країни-оператори
| - Албанія - Алжир - Афганістан - Болгарія - В'єтнам - Єгипет - Єменська Арабська Республіка - Індонезія - Ірак - Марокко - Нігерія - Камбоджа - КНР | - Куба - НДР - НДРЄ - Пакистан - Польща - Румунія - Сирія - Сомалі - СРСР - Угорщина - Фінляндія - Чехословаччина |

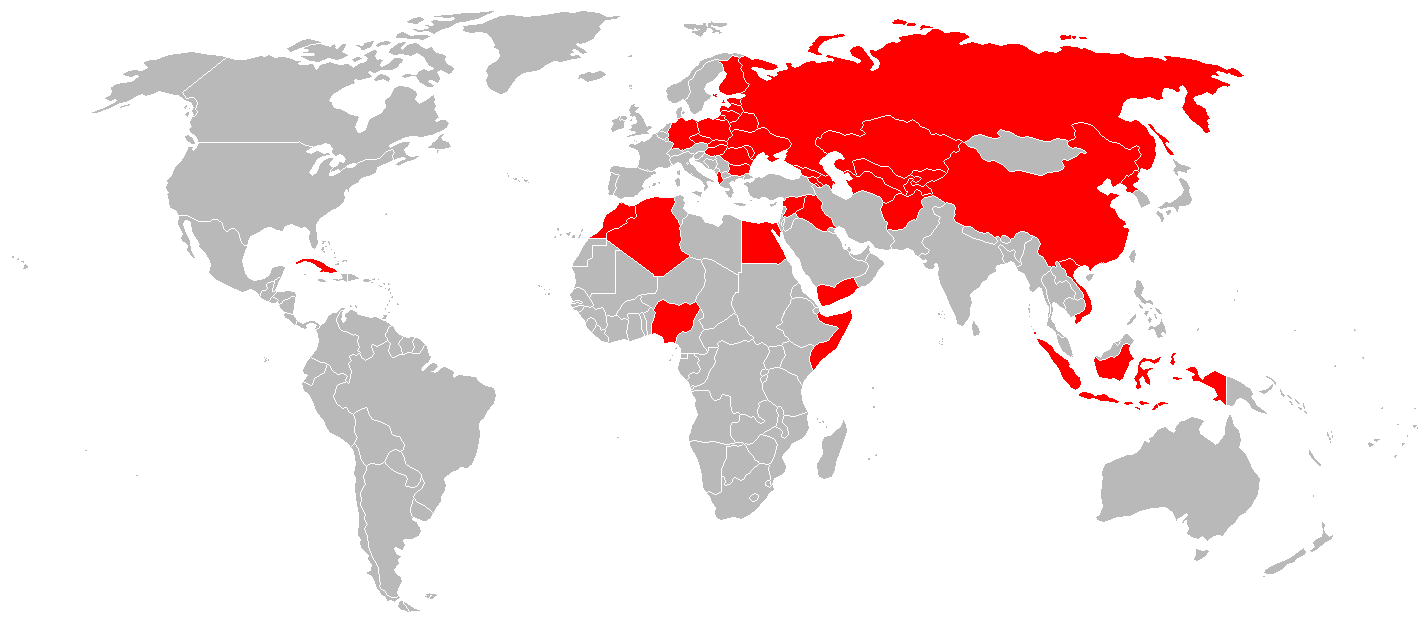
Держави-експлуатанти Іл-28

## Вцілілі екземпляри

### Україна
В листопаді 2021 року музеї авіації імені О. К. Антонова розпочав роботи з реставрації радянського реактивного фронтового бомбардувальника Іл-28. На початку робіт літак був у розібраному стані, мав вигляд набору деталей та вузлів.

## Цікаві факти

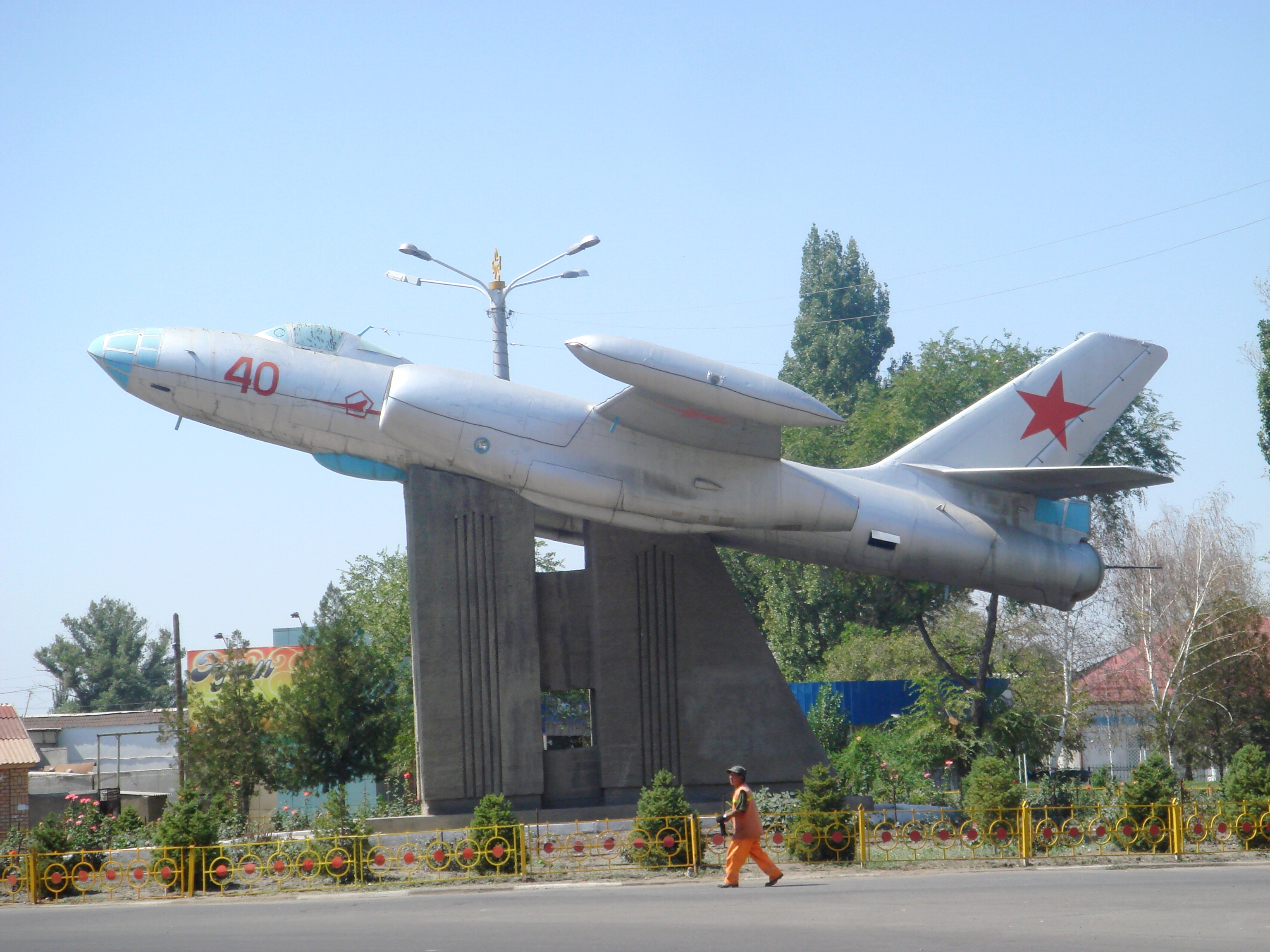
Монумент Іл-28 в Токмаку, Киргизстан

- Турбореактивний двигун РД-45, встановлений на прототип Іл-28, являв собою ліцензійну копію британського RB.41 Nene[en], ліцензія на який була придбана СРСР у 1946 році. Радянська копія, що отримала позначення РД-45, після доопрацювання конструкції випускалася серійно під позначенням ВК-1. Після модернізації тягу двигуна вдалося збільшити на 30 %. За створення двигуна ВК-1 в 1949 році В. Я. Климову, С. П. Ізотову і М. Г. Костюку була присуджена Сталінська премія 1-го ступеня. На більшості випущених Іл-28 встановлювався допрацьований двигун ВК-1А, який відрізнявся збільшеним до 150 годин ресурсом (з 6-ї серії — до 200 годин)[10].

- Іл-28 став першим радянським фронтовим бомбардувальником, оснащеним напівавтоматичною системою запобігання обмерзанню. 9 березня 1953 року він виявився єдиним літаком ВПС СРСР, який, в умовах хмарності зі снігом і дощем, зміг пролетіти на малій висоті над Красною площею на похоронах Сталіна [11]

- Завдячуючи простій і технологічної конструкції Іл-28, радянська промисловість змогла виробляти понад 100 таких реактивних бомбардувальників на місяць. Це дозволило швидко переозброїти бомбардувальну і мінно-торпедну авіацію ВПС і ВМФ СРСР з поршневих Ту-2[2].